# ام‌وی سولو
ام‌وی سولو (به انگلیسی: MV Solo) یک کشتی است که طول آن 67.50 m می‌باشد. این کشتی در سال ۱۹۷۷ ساخته شد.